# إنكار المعبد

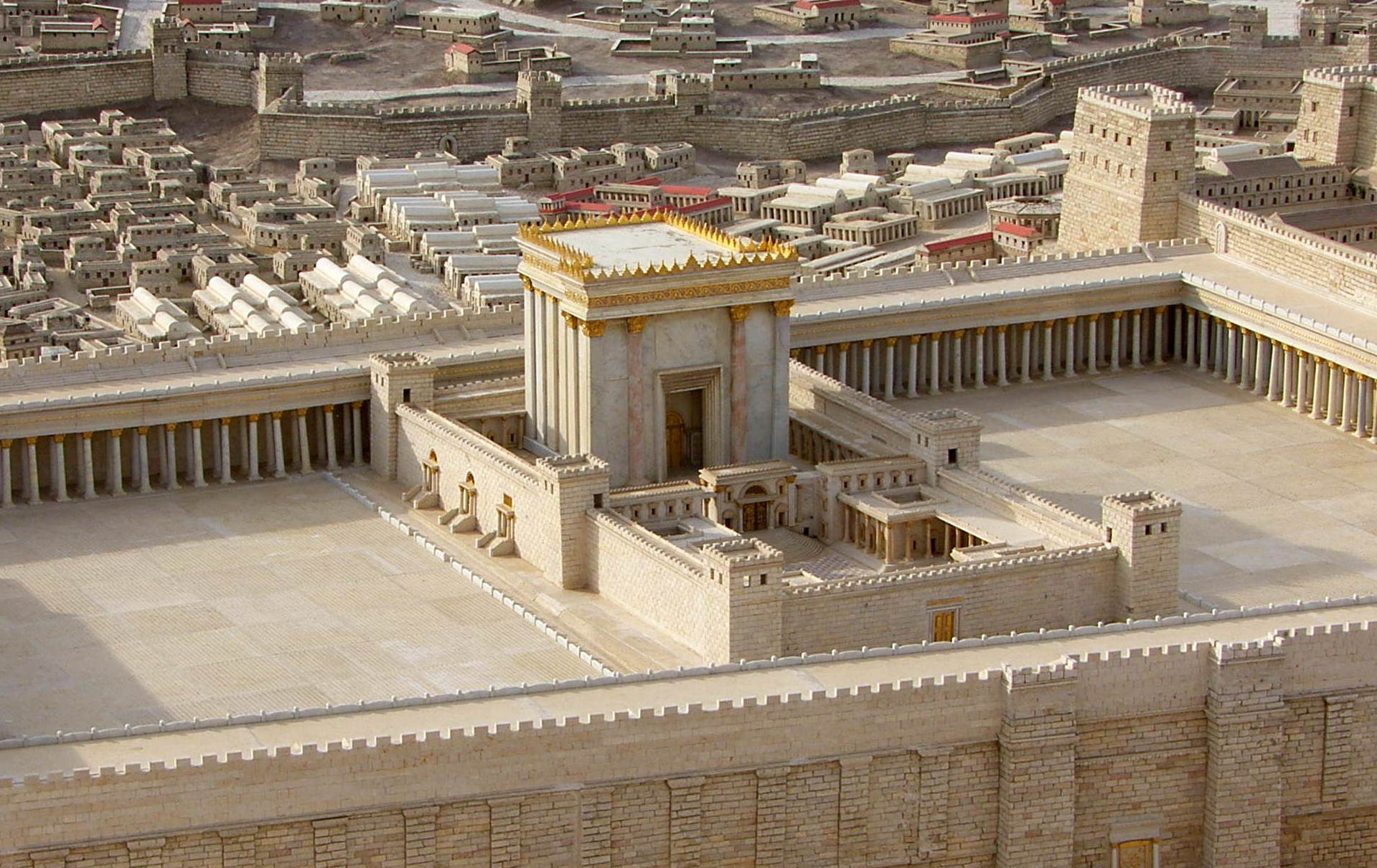
إعادة بناء الهيكل الثاني في نموذج الأرض المقدسة في القدس

إنكار الهيكل هو الادعاء بأن المعابد المتعاقبة في القدس لم تكن موجودة أو كانت موجودة ولكن لم يتم تُبنى في موقع جبل الهيكل. وقد طرح هذا الادعاء الزعماء السياسيين الإسلاميين والشخصيات الدينية والمثقفين والمؤلفين.

## الخلفية
الحرم القدسي هو أقدس موقع في اليهودية. وفقًا للتقاليد اليهودية والكتابات المقدسة، ينى الملك سليمان ابن الملك داود الهيكل الأول، عام 957 قبل الميلاد، ودمّرته الإمبراطورية البابلية الجديدة في عام 586 قبل الميلاد. بُني  الهيكل الثاني تحت رعاية زربابل في عام 516 قبل الميلاد، وجدّده الملك هيرودس، ودمرته الإمبراطورية الرومانية في عام 70 ميلادية. يتفق العلماء على أن المعبدين كانا موجودين على جبل الهيكل خلال هذه الفترات الزمنية. ورغم أنه لم يتم إجراء أي حفريات علمية على الإطلاق في الحرم القدسي الشريف، فقد تم العثور على أدلة مادية واسعة النطاق على وجود الهيكل الثاني ‏ في الحفريات التي أجريت في محيطه.
ويحترم المسلمون الساحة بأكملها ويشار إليها باسم "الحرم الشريف" أو المسجد الأقصى، وتحتل المرتبة الثالثة بين أقدس المواقع في الإسلام. يعتقد المسلمون أن هذا هو المكان الذي بدأ منه محمد المعراج. يُهيمن على الساحة مبنيان ضخمان بُنيا في الأصل خلال الخلافة الخلافة الراشدة والأموية المبكرة بعد فتح المدينة في عام 661 م: المصلى القبلي قبة الصخرة، بالقرب من مركز التل، والتي اكتمل بناؤها في عام 692 م، مما يجعلها واحدة من أقدم الهياكل الإسلامية الباقية في العالم. يقع هذا المعبد في نفس المكان الذي يُعتقد عمومًا أن المعابد اليهودية السابقة كانت قائمة فيه.
اعتبر الإسلام المبكر أن الصخرة المشرفة بمسجد قبة الصخرة هو موقع هيكل سليمان، وكان بناء قبة الصخرة على جبل الهيكل يهدف إلى تمجيد القدس من خلال تقديم الإسلام باعتباره استمرارًا لليهودية والمسيحية. تتفق التفسيرات الإسلامية للقرآن الكريم على أن الجبل هو موقع الهيكل الذي بناه سليمان (اسم)، الذي يُعتبر نبيًا في الإسلام، والذي دُمر فيما بعد. بعد البناء، يعتقد المسلمون أن المعبد استخدم لعبادة الإله الواحد من قبل العديد من أنبياء الإسلام، بما في ذلك يسوع. وقد استخدم علماء مسلمون آخرون التوراة لتوسيع تفاصيل الهيكل. مصطلح بيت المقدس (أو بيت المقدس)، والذي يظهر بشكل متكرر كاسم للقدس في المصادر الإسلامية المبكرة، هو مرادف للمصطلح العبري بيت هامقداش (בית המקדש)، المعبد في القدس. يذكر مجير الدين، وهو مؤرخ مقدسي من القرن الخامس عشر، رواية سابقة رواها الواسطي، مفادها أن "داود بعد أن بنى مدنًا كثيرة وتحسنت حال بني إسرائيل، أراد بناء بيت المقدس وبناء قبة على الصخرة في المكان الذي قدسه الله في إيلياء".
وبحسب إسحاق رايتر ‏، "خلال القرن العشرين، وعلى خلفية الصراع بين الحركة الصهيونية والحركة الوطنية الفلسطينية العربية، نشأ اتجاه عربي إسلامي جديد لإنكار ارتباط اليهود بالحرم القدسي".

## جهود الإنكار

### أدلة الوقف
دليل موجز للحرم الشريف، وهو كتيب نشره عام 1925 "المجلس الإسلامي الأعلى"، وهو هيئة أنشأتها السلطات البريطانية لإدارة الأوقاف وترأسها أمين الحسيني خلال فترة الانتداب البريطاني، ينص في الصفحة 4 على: "يُعد هذا الموقع من أقدم المواقع في العالم. وتعود قدسيته إلى أقدم العصور (ربما من عصور ما قبل التاريخ). ولا جدال في هويته مع موقع هيكل سليمان. وهذا أيضًا هو المكان الذي بنى فيه داود مذبحًا للرب، وقدم محرقات وذبائح سلامة، وفقًا للاعتقاد السائد". (صموئيل الثاني 24: 25)
وبحسب صحيفة نيويورك تايمز، فإنه بعد تأسيس إسرائيل عام 1948، جُرّدت أدلة الأوقاف من أي إشارة إلى هيكل سليمان، الذي وصفت موقعه في السابق بأنه "لا نزاع فيه"

### كلمة ياسر عرفات
وفقًا لدينيس روس، في قمة كامب ديفيد عام 2000، أخبر رئيس السلطة الوطنية الفلسطينية آنذاك ياسر عرفات الرئيس الأمريكي آنذاك بيل كلينتون أن " معبد سليمان لم يكن في القدس، بل نابلس". وفي ذكريات رئيس الوزراء الإسرائيلي آنذاك إيهود باراك، في إشارة إلى محادثة أجراها مع كلينتون، قال عرفات للرئيس الأمريكي، "لا يوجد شيء هناك" (أي لا أثر لمعبد على جبل الهيكل).
وفي وقت لاحق، كتب روس عن اجتماع عقده مع عرفات في أغسطس/آب 2000: "بما أننا سنناقش الخيارات المتاحة بشأن الحرم الشريف، فقد توقعت أن عرفات قد يعلن مرة أخرى أن الهيكل ـ المكان الأكثر قدسية في التقاليد اليهودية ـ لم يكن موجوداً في القدس، بل كان موجوداً في نابلس. ... أردت من جمال، وهو مسيحي من أصل قبطي ينحدر أصلاً من مصر، أن يخبر عرفات بأن هذه محاولة شنيعة لنزع الشرعية عن الارتباط الإسرائيلي بالقدس. ... أخيرًا، وبعد قرابة عشر دقائق من الشتائم المتزايدة، تدخلتُ وقلتُ: "سيدي الرئيس، مهما كان رأيك، فإن رئيس الولايات المتحدة يعلم أن الهيكل كان موجودًا في القدس. إذا سمعك تنكر وجوده هناك، فلن يأخذك على محمل الجد أبدًا. نصيحتي لك ألا تطرح هذه المسألة أمامه مرة أخرى أبدًا.
في 25 سبتمبر/أيلول 2003، عندما زار وفد من الزعماء العرب من شمال إسرائيل مقر المقاطعة في رام الله لإظهار التضامن أثناء الانتفاضة الثانية، فوجئوا عندما ألقى عليهم عرفات محاضرة لمدة ربع ساعة تقريباً عن الأقصى، مدعياً أن الهيكل اليهودي ليس في القدس، بل في اليمن. وادعى أنه زار اليمن وأُظهِر له موقع هيكل سليمان.

### كلمة محمود عباس
في 15 مايو 2023، وخلال خطاب أمام الأمم المتحدة، ادعى محمود عباس، رئيس السلطة الفلسطينية، أنه لا يوجد دليل على وجود روابط يهودية بمنطقة المسجد الأقصى في القدس. وأوضح أنهم "حفروا تحت الأقصى... حفروا في كل مكان ولم يجدوا شيئا".

### أحداث أخرى
في مقابلة مع صحيفة إسرائيلية عام 1998، صرح عكرمة صبري، مفتي القدس آنذاك، قائلاً: "سمعت أن هيكلكم كان في نابلس أو ربما بيت لحم ". وفي مقابلة مع صحيفة دي فيلت في 17 يناير 2001، ادعى صبري أيضًا: "لا يوجد أدنى دليل على وجود سابق للهيكل اليهودي في هذا الموقع. لا يوجد حجر واحد في المدينة بأكملها يشير إلى التاريخ اليهودي [...] إنها فن اليهود لخداع العالم. لا يمكنهم خداعنا بذلك. لا يوجد حجر واحد في الحائط الغربي له أي علاقة بالتاريخ اليهودي. ليس لليهود أي حق شرعي في هذا الحائط، سواء دينيًا أو تاريخيًا".
في عام 2002، ادعى زكي الغول، رئيس بلدية القدس الشرقية، في مؤتمر القدس في عمان أن الملك سليمان حكم شبه الجزيرة العربية وأقام هيكله هناك، وليس في القدس
في عام 2015، قال محمد أحمد حسين، مفتي القدس الحالي، في مقابلة مع القناة الثانية الإسرائيلية، إنه لم يكن هناك معبد يهودي على جبل الهيكل قط، وأن الموقع كان موطنًا لمسجد "منذ خلق العالم". وزعم أيضاً أن "هذا هو المسجد الأقصى الذي بناه آدم عليه السلام أو في عهده الملائكة".

## التحليل
وقد استخدم دوري جولد، رئيس مركز القدس للشؤون العامة والسفير الإسرائيلي السابق لدى الأمم المتحدة، مصطلح "إنكار الهيكل" في كتابه الصادر عام 2007 تحت عنوان "الكفاح من أجل القدس: الإسلام الراديكالي والغرب ومستقبل المدينة المقدسة". يصف إسحاق رايتر ‏ الاتجاه المتزايد للسلطات الإسلامية لإنكار وجود المعابد اليهودية في الحرم القدسي الشريف، ووصفه بأنه جزء من حملة لزيادة مكانة القدس والحرم القدسي الشريف في الإسلام كجزء من الجهود المبذولة لتحويل القدس إلى مدينة إسلامية تحت الحكم العربي. كتبت صحيفة نيويورك تايمز أن "إنكار الهيكل، الذي أصبح شائعًا بشكل متزايد بين القادة الفلسطينيين، له تاريخ طويل أيضًا: فبعد أن أصبحت إسرائيل دولة عام ١٩٤٨، أزالت الأوقاف جميع الإشارات إلى هيكل الملك سليمان من أدلة السفر الخاصة بها. في السابق، كانت تقول إن هيكل سليمان يقع في الموقع، وهي حقيقة "لا جدال فيها".
ووصف ديفيد هازوني ‏ هذه الظاهرة بأنها "حملة محو فكري... تهدف إلى تقويض المطالبة اليهودية بأي جزء من الأرض"، وقارن الظاهرة بإنكار الهولوكوست.

## ردود الفعل

### المنظمات الدولية
في يناير 2017، أشار الأمين العام للأمم المتحدة المنتخب حديثًا أنطونيو غوتيريش بوضوح إلى حقيقة أن معبدًا كان قائمًا ذات يوم على جبل الهيكل، وأكد بشكل إيجابي تدميره أثناء حصار القدس في عام 70 ميلادية خلال خطاب ألقاه في ذكرى يوم الهولوكوست الدولي، وفي تصريحات لاحقة، بما في ذلك مقابلة على إذاعة إسرائيل. وطالب كبار المسؤولين في منظمة التحرير الفلسطينية والحكومة الفلسطينية غوتيريش بالتراجع عن هذا الادعاء وتقديم اعتذار للشعب الفلسطيني. وردًا على ذلك، أكد غوتيريش بدلاً من ذلك بشكل مباشر على وجود هيكل مقدس في الحرم القدسي، وأدانته السلطة الوطنية الفلسطينية لانتهاكه "جميع الأعراف القانونية والدبلوماسية والإنسانية"، ووبخته لتجاوزه دوره كأمين عام.

### الحكومات
قرأ رئيس الوزراء الفرنسي جان كاستكس خطابًا نيابة عن الرئيس إيمانويل ماكرون أمام المجلس التمثيلي للمؤسسات اليهودية في فرنسا ‏ (CRIF) وقال: "أنا قلق بشأن قرار الأمم المتحدة بشأن القدس الذي يواصل عمدًا وضد كل الأدلة إزالة المصطلحات اليهودية من الحرم القدسي الشريف. أنتم تعلمون ارتباطي بالقدس، حيث ذهبت إليها عدة مرات كرئيس أو قبل أن أصبح رئيسًا. القدس هي العاصمة الأبدية للشعب اليهودي، ولم أتوقف أبدًا عن قول ذلك. وهذا لا يمنع بأي حال من الأحوال الاعتراف بارتباط الديانات الأخرى بهذه المدينة واحترامها، وبهذه الروح تجولت بنفسي في البلدة القديمة في عام 2020 وزرت كل الأماكن المقدسة".

### شخصيات إسلامية أخرى
يعارض العديد من علماء المسلمين إنكار الهيكل. الإمام عبد الهادي بالازي، زعيم الجمعية الإسلامية الإيطالية والمؤسس المشارك والرئيس المشارك لجمعية الإسلام وإسرائيل، يستشهد القرآن لدعم الارتباط الخاص بين اليهودية والحرم القدسي. وفقًا لبلازي، "تؤكد المصادر الإسلامية الأكثر موثوقية وجود المعابد". ويضيف أن القدس مقدسة لدى المسلمين بسبب قدسيتها السابقة لدى اليهود ومكانتها كموطن للأنبياء والملوك داود وسليمان، والذين يقول إنهم جميعًا شخصيات مقدسة أيضًا في الإسلام. ويزعم أن القرآن "يعترف صراحة بأن القدس تلعب نفس الدور بالنسبة لليهود الذي تلعبه مكة بالنسبة للمسلمين". علاوة على ذلك، يعترف كل من الأدب الإسلامي الكلاسيكي والكتب المقدسة للمسلمين بوجود الهيكل – وإن كان باعتباره "المسجد الأقصى" وليس بيت المقدس – وأهميته لليهودية.

## الهوامش
1. 1 2  Yitzhak Reiter (2005), From Jerusalem to Mecca and Back: The Islamic Consolidation of Jerusalem, Jerusalem Institute for Israel Studies.
2. ↑  Rivka، Gonen (2003). Contested Holiness: Jewish, Muslim, and Christian Perspectives on the Temple Mount in Jerusalem. Jersey City, NJ: KTAV Publishing House, Inc. ص. 4. ISBN:0-88125-798-2. OCLC:1148595286. To the Jews the Temple Mount is the holiest place on Earth, the place where God manifested himself to King David and where two Jewish temples - Solomon's Temple and the Second Temple - were located.
3. ↑  Marshall J.، Breger؛ Ahimeir، Ora (2002). Jerusalem: A City and Its Future. Syracuse University Press. ص. 296. ISBN:0-8156-2912-5. OCLC:48940385.
4. ↑  Cohen-Hattab, Kobi; Bar, Doron (15 Jun 2020). The Western Wall: The Dispute over Israel's Holiest Jewish Site, 1967–2000 (بالإنجليزية). BRILL. ISBN:978-90-04-43133-1. Archived from the original on 2024-01-26.
5. ↑  Joshua Hammer. "What is Beneath the Temple Mount?". مؤسسة سميثسونيان. مؤرشف من الأصل في 2023-11-02. اطلع عليه بتاريخ 2015-12-02.
6. ↑  M. Anwarul Islam and Zaid F. Al-hamad (2007). "The Dome of the Rock: Origin of its octagonal plan". Palestine Exploration Quarterly. ج. 139 ع. 2: 109–128. DOI:10.1179/003103207x194145. S2CID:162578242.
7. ↑  Nasser Rabbat (1989). "The meaning of the Umayyad Dome of the Rock". Muqarnas. ج. 6: 12–21. DOI:10.2307/1602276. JSTOR:1602276.
8. ↑  Nicolle, David (1994). Yarmuk AD 636: The Muslim Conquest of Syria. Osprey Publishing.
9. ↑  Sporty، Lawrence D. (1990). "The Location of the Holy House of Herod's Temple: Evidence from the Pre-Destruction Period". The Biblical Archaeologist. ج. 53 ع. 4: 194–204. DOI:10.2307/3210164. ISSN:0006-0895. JSTOR:3210164. S2CID:224797947. مؤرشف من الأصل في 2024-01-26. The holy house has most commonly assumed to be located on the same spot as the Moslem holy structure known as the Dome of the Rock. This assumption has been held for centuries for the following reasons: The rock out-cropping under the Dome of the Rock is the main natural feature within the Haram enclosure; the Dome of the Rock is centrally located within the esplanade, and, at 2,440 feet above sea level, the Dome of the Rock is one of the highests point within the area.
10. ↑  Reiter، Yitzhak (2017). Contested Holy places in Israel/Palestine: Sharing and Conflict Resolution. Routledge. ص. 21–23. ISBN:978-1-138-24349-1. OCLC:960842983. The HS is also the third holiest site in Islam. Early Islam identified the location of the Holy Rock (known as the Foundation Stone among Jews) with the Temple of Solomon. The Dome of the Rock, built by the Caliph 'Abd al-Malik ibn Marwan at the end of the seventh century CE, was aimed to glorify the place with the understanding of Islam as a continuation of Judaism (and Christianity). Muslim writers related to the site with respect to its sacred continuity. For example, the fifteenth-century Arab historian of Jerusalem Mujir al-Din quotes an early tradition narrated by al-Wasti stating, "after David built many cities and the situation of the children of Israel was improved, he wanted to construct Bayt al-Maqdis [Jerusalem] and build a dome over the rock in the place that Allah sanctified in Aelia [the Roman Byzantine name of Jerusalem]". In another place, he writes, "Suleiman (Solomon) built Masjid Bayt al-Maqdis by the order of his father Da'ud (David)."However, during the twentieth century, against the backdrop of the struggle between the Zionist and the Palestinian-Arab national movements, a new Arab-Muslim trend of denying Jewish attachment to the Temple Mount arose. On the Jewish side, meanwhile, some nationalists and academics also belittled the importance to Muslims of the sacred site in particular and of Jerusalem in general, highlighting the fact that Jerusalem's name never appears in the Qur'an and that the city never served as an Arab political center.
11. ↑  "The Farthest Mosque must refer to the site of the هيكل سليمان in Jerusalem on the hill of جبل موريا, at or near which stands the قبة الصخرة... it was a sacred place to both Jews and Christians... The chief dates in connection with the معبد القدس are: It was finished by سليمان about 1004 BCE; destroyed by the بلاد بابل under نبوخذ نصر الثاني about 586 BCE; rebuilt under عزرا and نحميا about 515 BCE; turned into a heathen idol temple by one of الإسكندر الأكبر's successors, أنطيوخوس الرابع, 167 BCE; restored by هيرودس الأول, 17 BCE to 29; and completely razed to the ground by the Emperor تيتوس in 70. These ups and downs are among the greater signs in religious history." (عبد الله يوسف علي, Commentary on the Koran, 2168.)
12. ↑  Khalek, N. (2011). Jerusalem in Medieval Islamic Tradition. Religion Compass, 5(10), 624–630. doi:10.1111/j.1749-8171.2011.00305.x. "One of the most pressing issues in both medieval and contemporary scholarship related to Jerusalem is whether the city is explicitly referenced in the text of the Qur'an. Sura 17, verse 1, which reads [...] has been variously interpreted as referring to the miraculous Night Journey and Ascension of Muhammad, events recorded in medieval sources and known as the isra and miraj. As we will see, this association is a rather late and even a contested one. [...] The earliest Muslim work on the Religious Merits of Jerusalem was the Fada'il Bayt al-Maqdis by al-Walid ibn Hammad al-Ramli (d. 912 CE), a text which is recoverable from later works. [...] He relates the significance of Jerusalem vis-a-vis the Jewish Temple, conflating 'a collage of biblical narratives' and comments pilgrimage to Jerusalem, a practice which was controversial in later Muslim periods."
13. ↑  "The city of Jerusalem was chosen at the command of Allah by Prophet David in the tenth century BCE. After him his son, the Prophet Solomon built a mosque in Jerusalem according to the revelation that he received from Allah. For several centuries this mosque was used for the worship of Allah by many Prophets and Messengers of Allah. It was destroyed by the Babylonians in the year 586 BCE., but it was soon rebuilt and was rededicated to the worship of Allah in 516 BCE. It continued afterwards for several centuries until the time of Prophet Jesus. After he departed this world, it was destroyed by the Romans in the year 70 CE." (Siddiqi, Dr. Muzammil. Status of Al-Aqsa Mosque نسخة محفوظة 2011-02-11 على موقع واي باك مشين., إسلام أون لاين, May 21, 2007. Retrieved July 12, 2007.)
14. ↑  "Early Muslims regarded the building and destruction of the Temple of Solomon as a major historical and religious event, and accounts of the Temple are offered by many of the early Muslim historians and geographers (including Ibn Qutayba, Ibn al-Faqih, Mas'udi, Muhallabi, and Biruni). Fantastic tales of Solomon's construction of the Temple also appear in the Qisas al-anbiya', the medieval compendia of Muslim legends about the pre-Islamic prophets." (Kramer, Martin. The Temples of Jerusalem in Islam, Israel Ministry of Foreign Affairs, September 18, 2000. Retrieved November 21, 2007.)

  - "While there is no scientific evidence that Solomon's Temple existed, all believers in any of the Abrahamic faiths perforce must accept that it did." (Khalidi, Rashid. Transforming the Face of the Holy City: Political Messages in the Built Topography of Jerusalem, جامعة بيرزيت, November 12, 1998.) نسخة محفوظة 2024-02-08 على موقع واي باك مشين.
15. ↑  A Brief Guide to al-Haram al-Sharif, a booklet published in 1925 نسخة محفوظة 2009-01-05 على موقع واي باك مشين. (and earlier) by the "Supreme Moslem Council", a body established by the British government to administer وقف (إسلام) and headed by Hajj أمين الحسيني during the الانتداب البريطاني على فلسطين period, states on page 4: "The site is one of the oldest in the world. Its sanctity dates from the earliest (perhaps from pre-historic) times. Its identity with the site of Solomon's Temple is beyond dispute. This, too, is the spot, according to universal belief, on which 'David built there an altar unto the Lord, and offered burnt offerings and peace offerings.'(2 Samuel 24:25)"
16. ↑    - "The Rock was in the time of Solomon the son of David 12 cubits high and there was a dome over it...It is written in the Tawrat [Bible]: 'Be happy Jerusalem,' which is Bayt al-Maqdis and the Rock which is called Haykal." al-Wasati, Fada'il al Bayt al-Muqaddas, ed. Izhak Hasson (Jerusalem, 1979) pp. 72ff.
17. ↑  Di Cesare, M. (2017). A Lost Inscription from the Dome of the Rock?: the Western Attitude Towards Islamic Epigraphy in 17th-Century Jerusalem. A Lost Inscription from the Dome of the Rock?: the Western Attitude Towards Islamic Epigraphy in 17th-Century Jerusalem, 77-86.
18. ↑  Jacobson, D. M. The Enigma of the Name Īliyā (= Aelia) for Jerusalem in Early Islam. Dio, 69, 1.
19. ↑  Carrol, James. "Jerusalem, Jerusalem: How The Ancient City Ignited Our Modern World", 2011. Retrieved on 24 May 2014. نسخة محفوظة 2024-01-26 على موقع واي باك مشين.
20. 1 2  Reiter، Yitzhak (2017). Contested Holy places in Israel/Palestine: Sharing and Conflict Resolution. Routledge. ص. 21–23. ISBN:978-1-138-24349-1. OCLC:960842983. The HS is also the third holiest site in Islam. Early Islam identified the location of the Holy Rock (known as the Foundation Stone among Jews) with the Temple of Solomon. The Dome of the Rock, built by the Caliph 'Abd al-Malik ibn Marwan at the end of the seventh century CE, was aimed to glorify the place with the understanding of Islam as a continuation of Judaism (and Christianity). Muslim writers related to the site with respect to its sacred continuity. For example, the fifteenth-century Arab historian of Jerusalem Mujir al-Din quotes an early tradition narrated by al-Wasti stating, "after David built many cities and the situation of the children of Israel was improved, he wanted to construct Bayt al-Maqdis [Jerusalem] and build a dome over the rock in the place that Allah sanctified in Aelia [the Roman Byzantine name of Jerusalem]". In another place, he writes, "Suleiman (Solomon) built Masjid Bayt al-Maqdis by the order of his father Da'ud (David)."However, during the twentieth century, against the backdrop of the struggle between the Zionist and the Palestinian-Arab national movements, a new Arab-Muslim trend of denying Jewish attachment to the Temple Mount arose. On the Jewish side, meanwhile, some nationalists and academics also belittled the importance to Muslims of the sacred site in particular and of Jerusalem in general, highlighting the fact that Jerusalem's name never appears in the Qur'an and that the city never served as an Arab political center.
21. ↑  Supreme Moslem Council. A Brief Guide to al-Haram al-Sharif (1925) . Jerusalem نسخة محفوظة 2024-04-08 على موقع واي باك مشين.
22. 1 2  Rudoren، Jodi (22 نوفمبر 2014). "Mistrust Threatens Delicate Balance at a Sacred Site in Jerusalem". The New York Times. مؤرشف من الأصل في 2024-12-03.
23. ↑  Dennis، Ross (2004). The Missing Peace: The Inside Story of the Fight for Middle East Peace. New York: Farrar, Straus and Giroux. ص. 694.
24. ↑  Brit Hume, Interview نسخة محفوظة 2009-07-22 على موقع واي باك مشين. with دنيس روس, Fox News Sunday, فوكس نيوز, April 21, 2002
25. ↑  Benny Morris, "Camp David and After: An Exchange (1. An Interview with Ehud Barak)", نيويورك ريفيو أوف بوكس, June 13, 2002 نسخة محفوظة 2025-05-09 على موقع واي باك مشين.
26. ↑  Dennis Ross (2004), The Missing Peace: The Inside Story of the Fight for Middle East Peace, (ردمك 0-374-19973-6), p. 718
27. 1 2 3  Reiter, Yitzhak (2008), Reiter, Yitzhak (ed.), "Denial of an Authentic Jewish Connection to Jerusalem and Its Holy Places", Jerusalem and Its Role in Islamic Solidarity (بالإنجليزية), New York: Palgrave Macmillan US, pp. 37–62, DOI:10.1057/9780230612716_3, ISBN:978-0-230-61271-6, Retrieved 2022-07-18
28. ↑  "Abbas at UN disavows Jewish ties to Al-Aqsa, compares Israel to Nazis". The Jerusalem Post | JPost.com (بالإنجليزية الأمريكية). 15 May 2023. Archived from the original on 2025-01-23. Retrieved 2023-05-15.
29. ↑  ""Die Juden sollen dahin zurückgehen, woher sie kamen"" [The Jews should go back where they came from]. Die Welt (بالألمانية). 17 Jan 2001. Archived from the original on 2024-11-27. Retrieved 2022-07-18.
30. ↑  Zion, Ilan Ben. "Jerusalem mufti: Temple Mount never housed Jewish Temple". Times of Israel (بالإنجليزية الأمريكية). Archived from the original on 2025-04-15. Retrieved 2022-07-17.
31. ↑  A Brief Guide to al-Haram al-Sharif, a booklet published in 1925 (and earlier) by the "Supreme Moslem Council", a body established by the British government to administer وقف (إسلام) and headed by Hajj أمين الحسيني during the الانتداب البريطاني على فلسطين period, states on page 4: "The site is one of the oldest in the world. Its sanctity dates from the earliest (perhaps from pre-historic) times. Its identity with the site of Solomon's Temple is beyond dispute. This, too, is the spot, according to universal belief, on which 'David built there an altar unto the Lord, and offered burnt offerings and peace offerings.' (2 Samuel 24:25)"
32. ↑  Hazony, David. "Temple Denial In the Holy City نسخة محفوظة 2008-10-11 على موقع واي باك مشين.", The New York Sun, March 7, 2007.
33. ↑  Gold, pp. 10 ff.
34. ↑  "Remarks at Observance of the International Day of Commemoration in Memory of the Victims of the Holocaust" (Press release). United Nations Secretary-General. 27 يناير 2017. مؤرشف من الأصل في 2025-01-12.
35. 1 2  "Palestinians protest UN chief for affirming Jewish ties to Temple Mount", The Times of Israel, 30 January 2017 نسخة محفوظة 2025-02-20 على موقع واي باك مشين.
36. ↑  Congress، World Jewish. "World Jewish Congress". Worldjewishcongress.org. مؤرشف من الأصل في 2024-12-27.
37. ↑  "New U.N. Secretary General Acknowledges Jewish Ties to Jerusalem. Palestinians Demand Apology". Tablet. 3 فبراير 2017. مؤرشف من الأصل في 2021-11-27. اطلع عليه بتاريخ 2017-05-23.
38. ↑  "France's Macron comes out against claims of Israeli apartheid". 28 فبراير 2022. مؤرشف من الأصل في 2025-03-10 – عبر Jerusalem Post.
39. 1 2  Margolis، David (23 فبراير 2001). "The Muslim Zionist". Los Angeles Jewish Journal. مؤرشف من الأصل في 2016-12-03.
40. ↑  Friedmann، Yohanan (1992). The History of Al-Tabari: Volume XII. Albany: State University of New York Press. ص. 195.
41. ↑  Gold، Dore (2007). The fight for Jerusalem: radical Islam, the west, and the future of the holy city. Ashland: Blackstone Audio. ص. 17. ISBN:978-0786162833.
42. ↑  "The Night Journey: Verse 1". quran.com. مؤرشف من الأصل في 2025-02-22. اطلع عليه بتاريخ 2021-05-21.